# جواو نونو بينتو
جواو نونو بينتو (بالبرتغالية: João Nuno Pinto‏) هو مخرج برتغالي، ولد في 13 سبتمبر 1969 في موزمبيق.

## وصلات خارجية
- جواو نونو بينتو على موقع IMDb (الإنجليزية)
- جواو نونو بينتو على موقع ألو سيني (الفرنسية)
- جواو نونو بينتو على موقع أول موفي (الإنجليزية)
- جواو نونو بينتو على موقع قاعدة بيانات الفيلم (الإنجليزية)
- جواو نونو بينتو على موقع كينوبويسك (الروسية)